# Slaget ved Mölln
Under Slaget ved Mölln i januar 1225 led den danske statholder, Albert af Orlamünde, nederlag til en nordtysk koalition.

## Optakt

### Valdemar den Store i Nordtyskland
Efter at kejser Friedrich Barbarossa havde afsat Henrik Løve som hertug af Sachsen, voksede den danske indflydelse i Nordtyskland. I 1201 erobrede Valdemar Nordalbingien, fordrev grev Adolf 3. af Holsten og overdrog i stedet lenene til sin søstersøn, Albert af Orlamünde, der blev greve af Holsten, Stormarn, Wagrien og Ratzeburg. Kong Otto 4. forsøgte at generobre Holsten, men led nederlag, og oven i købet erobrede Albert Stade.

### Valdemar i fangenskab
I 1223 blev Valdemar og hans søn og tronfølger taget til fange af grev Henrik 1. af Schwerin under en jagt på Lyø. I stedet blev Albert af Orlamünde valgt til statholder af den danske adel.

### Forhandlinger
Der blev indledt forhandlinger om frigivelse af Valdemar, og de blev afsluttet med Overenskomsten ved Dannenberg: Henrik af Schwerin skulle modtage 40.000 pund sølv af den danske konge og desuden 12.000 pund sølv fra den tyske kejser samt stadfæstelse af sit herredømme over Boizenburg og Schwerin. Grev Albert skulle derefter tage sine grevskaber i len af den tyske kejser og blev altså løst fra sit lensbånd til Valdemar.

### De utilfredses oprør
Nogle af de nordtyske fyrster var utilfredse med forhandlingsresultatet. Fra den ene side rykkede ærkebiskop Gebhard 2. af Bremens tropper sammen med Adolf 4. af Holsten, der var søn af den fordrevne greve af Holsten, frem mod Alberts stilling. Fra den anden side kom Henrik af Schwerins og Heinrich Bowin 2.s hærstyrke. Efter indtagelse af Itzehoe opgave mange af de holstenske stormænd støtten til Valdemar og Albert, og gik i stedet over på Adolf 4.s side.

## Slaget
Den 11. januar 1225 mødtes Albert med mange stormænd i Segeberg og drog sammen med sin fætter, Otto 1. af Braunschweig frem mod Henrik af Schwerin. Datoen kendes ikke, men det har sandsynligvis været i den anden halvdel af januar, at de to hærstyrket mødtes ved Mölln, sydvest for Ratzeburg. Slaget blev ført med betydelig hårdhed fra begge sider, kostede meget blod og varede helt til mørkningen. Henrik af Schwerin sejrede, og Albert kom i fangenskab, mens Otto af Braunschweig nåede at flygte. Den 17. november 1225 blev der sluttet fred, hvorved Albert mistede sine grevskaber til Adolf 4, mens han selv måtte forblive i fangenskab frem til 1227.

## Følger
Efter nederlaget gik det danske styre i Nordtyskland mod almindelig opløsning: Lübeck, der havde anerkendt den danske konge som overherre, gav sig atter ind under den tyske kejser. Forhandlingerne om frigivelse af den danske konge, Valdemar Sejr, fra sit fangenskab, blev genoptaget. Løsesummen blev på 45.000 mark sølv samt dronning Berengarias guld (undtaget kronen) samt klædninger til 100 riddere og rideheste. Den danske konge måtte afstå alt land mellem Ejderen og Elben, borgen Rendsborg samt de slaviske områder fraset Rügen og Femern.
Senere, i 1227, forsøgte kongen at genvinde det tabte, men efter nederlaget i Slaget ved Bornhöved 1227 måtte han opgive. 